# Siegfried Seibold
Siegfried Seibold (ur. 12 sierpnia 1959 w Bad Reichenhall) – zachodnioniemiecki zapaśnik walczący w stylu klasycznym. Olimpijczyk z Los Angeles 1984, gdzie odpadł w eliminacjach turnieju w kategorii 82 kg. Szósty zawodnik mistrzostw świata w 1983 roku.
Zdobył dwa tytuły mistrza Niemiec w 1983 i 1986, wicemistrza 1982 i 1984. Trzeci w 1987 i 1988 roku.
- Turniej w Los Angeles 1984

Pokonał Georga Marchla z Austrii, a przegrał z Jugosłowianinem Momirem Petkoviciem i Dimitriosem Tanopulosem z Grecji.